# نهائي كأس رابطة الأندية الإنجليزية المحترفة 2005
نهائي كأس رابطة الأندية الإنجليزية المحترفة 2005 هي المباراة النهائية من منافسة كأس رابطة الأندية الإنجليزية المحترفة 2004–05، أقيمت المباراة في 27 فبراير 2005، في ملعب الألفية، بين فريقي تشيلسي، ونادي ليفربول، وفاز فيها تشيلسي، بعد أن هزم نادي ليفربول، بنتيجة 3 - 2، وكان حكم المباراة ستيف بينيت.

## تفاصيل المباراة
لعبت المباراة النهائية في 27 فبراير 2005.
| تشيلسي | 3-2 | ليفربول |
| ------ | --- | ------- |
|        |     |         |